# Litoria oenicolen
Litoria oenicolen (tên tiếng Anh: Trauna River Treefrog) là một loài ếch thuộc họ Pelodryadidae.
Đây là loài đặc hữu của Papua New Guinea.
Môi trường sống tự nhiên của chúng là vùng núi ẩm nhiệt đới hoặc cận nhiệt đới và sông ngòi.